# Joachim Goll
Joachim Goll (* 4. April 1925 in Dresden ; † 17. Januar 2016) war ein deutscher Hör- und Fernsehspielautor.

## Leben
Joachim Goll war von 1949 bis 1958 Journalist einer Landwirtschaftszeitung, bevor er Schriftsteller wurde. Bereits 1985 hatte er über zwanzig Fernsehspiele und -stücke für das Fernsehen der DDR geschrieben. Ebenso aktiv war er als Autor von heiteren Hörspielen für den Rundfunk der DDR, die aus einer produktiven Zusammenarbeit mit dem Dramaturgen Wolfgang Beck hervorgingen. 1962 veröffentlichte er im E. A. Seemannverlag eine Studie über Kunstfälscher.

## Filmografie
- 1966: Eine kleine Hausmusik (Fernsehfilm)
- 1969: Die Dame aus Genua (Fernsehfilm im drei Teilen – zusammen mit Kurt Jung-Alsen)
- 1969: Zwei blaue Augen (Fernsehfilm)
- 1970: Kneippkur (Fernsehschwank)
- 1972: Gemischtes Doppel (Fernsehfilm)
- 1974: Die Frauen der Wardins (Fernseh-Dreiteiler)
- 1975: Toggenburger Bock (Fernsehfilm)
- 1977: Der rasende Roland (Fernsehfilm)
- 1982: Der Notnagel (Fernsehkomödie)
- 1984: Familie intakt (Fernseh-Serie in 10 Episoden)
- 1985: Die dritte Frau (Fernsehfilm)
- 1986: Polizeiruf 110: Ein großes Talent (Fernsehreihe)
- 1986: Zwei blaue Augen (Fernsehspiel)

## Hörspiele
- 1959: Die Dienstreise – Regie: Werner Grunow (Hörspiel – Rundfunk der DDR)
- 1960: Ein Arzt unterwegs – Regie: Helmut Hellstorff (Hörspiel – Rundfunk der DDR)
- 1963: Eine kleine Hausmusik – Regie: Hans Knötzsch (Hörspiel – Rundfunk der DDR)
- 1967: Bankivahühner – Regie: Werner Grunow (Hörspiel-Schwank – Rundfunk der DDR)
- 1979: Der Hund von Rackerswill – Regie: Werner Grunow (Hörspiel – Rundfunk der DDR)
- 1988: Geschenkt ist geschenkt – Regie: Werner Grunow (Hörspiel – Rundfunk der DDR)

## Auszeichnungen
- 1962: II. Preis im Literarischen Wettbewerb der LDPD zu den Problemen des Mittelstandes[4]